# 單精度浮點數
单精度浮点数（英語：single-precision floating-point）是用来表示浮点数的一种数据类型，在计算机中占据32比特（4字节）大小，因此也称为float32或FP32。在IEEE 754中这种32位二进制格式被正式称为binary32格式，而在IEEE 754-1985中被称为single，即单精度。
利用“浮点”（浮动小数点）的方法，浮点数可以表示一个范围很大的数值。需要注意的是，在更早的一些计算机系统中，也存在着其他4字节的浮点数格式。

## 定義
第1位表示正负，中間8位表示指数，后23位儲存有效數位（有效數位是24位）。
符号位的正负號0代表正，1代表負。
指数字段是一个字面值为0到255的8位无符号整数，字面值与实际指数值有着127的固定偏移量，即字面值127表示的实际指数值为0。由于字面值0（二进制位全为0）和255（二进制位全为1）为保留值，用来表示次正规数、有符号零、无穷大和NaN等特殊情况，所以指数的实际范围为-126到+127（对应字面值1到254）。
有效數位最左手邊的1並不會儲存，因為它一定存在（二進制的第一個有效數字必定是1）。換言之，有效數位是24位，實際儲存23位。

### 示例
{\displaystyle {\text{sign}}=+1}
{\displaystyle {\text{exponent}}=(-127)+124=-3}
{\displaystyle {\text{fraction}}=1+2^{-2}=1.25}
{\displaystyle {\text{value}}=(+1)\times 1.25\times 2^{-3}=+0.15625}

## 參閱
- IEEE二进制浮点数算术标准（IEEE 754）
- 浮点数